# Hypothese der Atlantisch-Semitidischen Sprachen
Atlantische oder Atlantisch-Semitidische Sprache ist der Name einer hypothetischen Sprachgruppe, die prominent durch den deutschen Sprachwissenschaftler Theo Vennemann postuliert wurde. Gemäß seiner Hypothese fänden sich in germanischen und keltischen Sprachen Einflüsse afroasiatischer, insbesondere semitischer Sprachen, so dass ein sehr früher Sprachkontakt durch Besiedlung bzw. Kolonisierung der europäischen Atlantik- und Nordseeküste durch die Karthager in der Mitte des ersten Jahrtausends v. Chr. bis zum Zweiten Punischen Krieg anzunehmen sei. Vennemann geht von einer einwirkenden Sprache aus, die er als semitidisch bzw. atlantisch bezeichnet, und die sich als Superstrat-Einfluss im Wortschatz des Germanischen niederschlagen soll.
Bisher sind der vermutete Sprachkontakt und die verbundenen Spekulationen zur Frühgeschichte Europas jedoch weder historisch noch archäologisch belegt. Die Hypothese gilt in der Wissenschaft als umstritten und wird mehrheitlich abgelehnt.
Vennemanns These lässt sich als Umkehrung der Germanischen Substrathypothese einordnen, die schon länger keine große Anerkennung mehr findet (sie ist nun vielmehr eine Superstrat-Hypothese).

## Positionen Vennemanns
In seinem Werk Europa Vasconica – Europa Semitica vertritt Vennemann, ausgehend von linguistischen Argumentationen, u. a. die Meinung, dass Germanien zwischen der Expedition Himilkons und dem Ende des Zweiten Punischen Krieges „längere Zeit unter karthagisch-phönizischer Vorherrschaft stand“. Die germanischen Sprachen seien daher durch einen Superstrat-Einfluss der phönizischen Sprache geprägt worden. Vennemann schätzt den lexikalischen Einfluss des Phönizischen auf das damalige Germanische auf über 50 %. Außerdem meint er, dass die Entstehung der Runen auf den Einfluss der phönizischen Schrift zurückführen sei und nicht auf das Lateinische oder andere Alphabetschriften, welche in dieser Zeit in Norditalien in Gebrauch waren, wie etwa die etruskische Schrift oder die der Räter. Vennemann verweist außerdem auf mögliche Parallelen zwischen germanischer und semitischer Mythologie.
In linguistischer Hinsicht sieht Vennemann seine Idee durch Arbeiten von John Morris Jones, Julius Pokorny und die neuere Studie von Orin David Gensler über die inselkeltischen Sprachen unterstützt. Sie würden eine Anwesenheit eines semitidisch-sprachigen Volkes auf den Britischen Inseln in vorgeschichtlicher Zeit nahelegen.
2012 erschien mit Germania Semitica ein Sammelband mit Vennemanns Aufsätzen zum Thema, die ursprünglich zwischen 2000 und 2010 publiziert worden waren, vermehrt um drei bisher unpublizierte Beiträge; eine neuere Überarbeitung der Theorie wurde in  Mailhammer & Vennemann (2019) vorgelegt.

## Kritik
In dem durch Jürgen Udolph herausgegebenen Sammelband Europa Vasconica – Europa Semitica? Kritische Beiträge zur Frage nach dem baskischen und semitischen Substrat in Europa werden die Thesen Vennemanns von mehreren Sprachwissenschaftlern kritisch diskutiert. Insbesondere mit Vennemanns Hypothese der „Atlantischen Sprachen“ setzen sich Rainer Voigt, Professor für Semitistik und Arabistik an der FU Berlin, und der Sprachwissenschaftler Hayim Y. Sheynin auseinander. Nach Voigt ist „Vennemanns Ansatz [...] zwar insgesamt verfehlt, doch könnte dies eine Anregung sein, sich erneut mit den semitischen Lehnwörtern im Indogermanischen zu beschäftigen“ (S. 332). Sheynin kritisiert scharf unzureichende semitistische Kenntnisse bei Vennemann.
Dagmar Wodtko schreibt in ihrer Rezension zum Sammelband:

„Wie Vennemann selbst betont hat, ist er kein Fachmann für die in Frage stehenden Sprachfamilien (vgl. Zitate im hier besprochenen Band S. 154). Eben fachliche Unkenntnis [gemeint ist die Vennemanns] ist es nun, die alle in diesem Band vertretenen Spezialisten zu einem ablehnenden Urteil gegenüber Vennemanns Hypothesen führt;“

Stefan Georg kommt in seiner Rezension zu folgendem Schluss:

„Abgesehen von der Leichtigkeit, mit der Vennemanns Thesen ganz offensichtlich zu kippen waren und sind, ist dieser Band ein Modell für den Umgang mit „paralinguistischen“ Denkansätzen. Rez. stimmt dem Herausgeber uneingeschränkt zu, dass er nötig war, oder, anders gesagt, dass Schweigen nicht der richtige Umgang mit solchen (und ähnlichen) brachialen Versuchen, „Paradigmawechsel“ herbeizuführen, sein kann. Allzu schnell gelangen sie in die „Wissenschaftspresse“ und erlangen eine Aufmerksamkeit, die der Disziplin insgesamt nicht geringen Schaden zufügt. Dass sich die hier versammelten Gelehrten bereit erklärt haben, dem Vaskonismus/Atlantismus in der europäischen Onomastik ihre sachliche und fundierte Sicht der Dinge entgegenzustellen, ist sehr dankenswert. Jedem sprachwissenschaftlich interessierten Laien, der sich fragt, ob an diesen Thesen „etwas dran sein mag“, aber auch nicht zuletzt jedem Kommunalpolitiker oder Heimatforscher, den der Gedanke quält, ob V.s Forschungen nicht dazu zwingen sollten, das Wappen einer Gemeinde ändern zu lassen (kein Scherz, vgl. hier UDOLPH, 212), kann man jetzt einfach dieses Buch in die Hand drücken.“

Michael Meier-Brügger kritisiert Vennemann mehrfach in seiner zum Standardwerk der Indogermanistik avancierten Indogermanische Sprachwissenschaft. Nach Meier-Brügger sind Vennemanns Hypothesen u. a. „allesamt reich an nicht beweisbarer Phantasie“ ().
Phillip Baldi und B. Richard Page setzen sich in einer längeren Rezension mit Vennemanns Monographie Europa Vasconica – Europa Semitica kritisch auseinander. Sie diskutieren dabei auch die Forschungsgeschichte und weisen auf die Vorarbeiten Pokornys oder Morris Jones hin, auf die sich auch Vennemann bezieht. Bezüglich der von Vennemann verwendeten Methodologie schlussfolgern sie, dass es dieser an Verifizierbarkeit mangele und sie sich auf strukturelle Ähnlichkeiten stütze, die das Resultat typologischer Faktoren oder von Zufall bzw. von Scheinähnlichkeiten, die nur im Rahmen der Vennemannschen Gesamthypothesen sinnvoll erscheinen, sein können:

“In summary, then, we would say that V’s methodology lacks verifiability in that it exploits similarities of structure and meaning which may be the result of typological factors or chance, or may be simply mirages which are only conceivable under the theory which V has formulated. Some, even many of V’s etymologies may be right, and it must be conceded that V argues his case in a persuasive and seductive manner. But it is difficult to escape the possibility of false equations, a constant hazard in long range etymological research.”

Sie kommen kritisch, doch vergleichsweise wohlwollend, zum Fazit, dass sie zwar teilweise Vennemanns Thesen ablehnen, dennoch seine Bemühungen um eine Untersuchung zu Rolle und Umfang von Sprachkontakten bei der Entwicklung der indoeuropäischen Sprachen in Europa schätzen:

“We hope in this review to have made it clear that, while we disagree with part of what V
has proposed, we also applaud his efforts to reassess the role and extent of language contact in the development of Indo-European languages in Europe. We remain eager to learn more about this fascinating approach to the prehistory of European language and culture.”